# Time Waits for No One
Time Waits for No One je kompilacijski album grupe The Rolling Stones izdan 1979. godine.

## Popis pjesama
1. "Time Waits for No One" – 6:39
2. "Bitch" – 3:37
3. "All Down the Line" – 3:48
4. "Dancing with Mr. D" – 4:52
5. "Angie" – 4:33
6. "Star Star" – 4:26
7. "If You Can't Rock Me/Get Off Of My Cloud" (uživo) – 5:00
8. "Hand of Fate" – 4:28
9. "Crazy Mama" – 4:34
10. "Fool to Cry" – 5:04